# Cati Solivellas
Catalina Solivellas Rotger, coneguda artísticament com a Cati Solivellas (Palma, 28 de novembre de 1967) és una actriu mallorquina.

## Biografia
Va debutar als escenaris el 1986 al Teatre Principal de Palma amb La casa holgana-Las carnestolendas (1986), de Calderón de la Barca. Va simultanejar els escenaris amb els estudis. El 1992 es va llicenciar en interpretació a l'Institut del Teatre i el 2010 es doctoraria en arts escèniques per la Universitat Autònoma de Barcelona.
Va debutar a televisió el 1991 amb el programa concurs Locos por la tele dirigit per Ferran Rañé. El 1992 va entrar a formar part del grup teatral La Cubana, amb el qual va participar en els muntatges Cubana Marathon Dancing (1992) i Cegada de amor (1994). El 1999 va deixar la Cubana i continuà en altres muntatges teatrals. Durant la dècada del 2000 va actuar en conegudes sèries de televisió, principalment de TV3 (La memòria dels Cargols, El cor de la ciutat i La Riera) però també d'altres cadenes (Cuéntame como pasó, Hospital Central).
En cinema només ha aparegut en petits papers a El hombre navarro va a la luna (1992), de Josep M. Aixalà i Marcel·lí Antúnez, El mar (1999), d'Agustí Villaronga o Tardes con Gaudí (2000), de Susan Seidelman. El 2011 va treballar a Els nens salvatges de Patrícia Ferreira pel qual fou nominada al Goya a la millor actriu revelació i al premi equivalent del Cercle d'Escriptors Cinematogràfics. Poc després se li va diagnosticar un càncer, però va continuar treballant en teatre.
El 2018 va ser l'encarregada de fer el pregó de les festes de Sant Sebastià a Palma, en què va defensar el teatre i va denunciar la precarietat laboral dels actors i actrius que treballen Palma.
A les Eleccions al Parlament de les Illes Balears de 2019 va donar suport la candidatura de Francina Armengol El juliol de 2019 fou nomenada delegada de Cultura del Govern de les Illes Balears.

## Teatre
- 1987: L'avar de Molière, dirigit per Pere Noguera. Auditòrium de Palma (Sala Magna).
- 1991: Foc colgat d'Alexandre Ballester, dirigit per Pep Tosar. Teatre Principal de Palma.
- 1994: Cegada de amor del grup La Cubana. Teatre Tívoli de Barcelona
- 2001: Diner negre de Ray Cooney dirigit per Pep Pla. Teatre Borràs de Barcelona.
- 2002: El sopar dels idiotes de Francis Veber dirigit per Paco Mir. Teatre Poliorama
- 2004: Dinamita al teatre d'El Tricicle. Teatre Victòria de Barcelona.
- 2010: Molts records per a Ivanov de Pep Tosar i Albert Tola. Círcol Maldà de Barcelona.
- 2012: Noies de calendari de Tim Firth dirigit per Antonio Calvo. Teatre Poliorama de Barcelona.
- 2015: Quan venia l'esquadra, de Xesca Ensenyat

## Televisió
- Quico (1993)
- La memòria dels Cargols (1999)
- Cuéntame como pasó (2002)
- Jet Lag (2002)
- Dinamita (2003)
- Hospital Central (2006)
- El cor de la ciutat (2005)
- La Riera (2012)

## Cinema
- Anita no perd el tren (2001)
- Els nens salvatges (2012)